# Gente Nueva
Gente Nueva è il nome dell'ala armata del Cartello di Sinaloa utilizzata durante la guerra contro il Cartello di Juárez.

## Storia
Nella guerra tra il Cartello di Sinaloa e il Cartello di Juárez, scoppiata il 5 gennaio 2008, il Cartello di Juárez si servì dei suoi bracci armati, La Linea e Los Aztecas, per contrastare le forze armate del Cartello di Sinaloa, che aveva impiegato le bande note come Asesinos e Los Mexicles, insieme alla sua ala armata, Gente Nueva. La guerra tra i due cartelli della droga ha provocato oltre 10 000 vittime.
Gente Nueva è anche formata da alcuni dissidenti dal Cartello di Juárez, essi si allearono al Cartello di Sinaloa dopo che quest'ultimo riuscì ad entrare nel territorio del Cartello di Juárez occupandolo.

## Arresti
Il gruppo ha subito numerosi arresti dal 2013. Mario Nuñez Meza, noto anche come M-10 o El Mayito, è stato arrestato a Ciudad Juárez. Mesi dopo arrestarono suo fratello M-12 anche lui a Juarez. L'11 dicembre 2013, il leader di alto rango di Gente Nueva Jesús Gregor io Villanueva Rodríguez (alias "El R5") è stato colpito da colpi di arma da fuoco e ferito mentre lasciava un fast food nello stato di Sonora, la sua area di attività. Lui e la sua ragazza furono portati in ospedale, ma Villanueva Rodríguez morì dopo aver ricevuto cure mediche.